# Brightwood (Virginia)
Brightwood è un census-designated place (CDP) degli Stati Uniti d'America, situato nello stato della Virginia, nella contea di Madison. Secondo il censimento del 2020 gli abitanti di Brightwood ammontavano a 1064.